# Juan Carlos Díaz Quincoces
Juan Carlos Díaz Quincoces, Quincoces II (Vitòria, País Basc, 26 de gener del 1933 - Pamplona, 28 de novembre del 2002) va ser un futbolista basc. Jugava de defensa central o lateral i el seu primer equip va ser el València CF.

## Selecció espanyola
Fou internacional amb la selecció espanyola en vuit ocasions, debutant el 26 de maig de 1957 a Madrid, en un partit que la selecció espanyola va guanyar a Escòcia per quatre a un.

## Clubs
| Club            | Categoria       | Temporades |
| --------------- | --------------- | ---------- |
| CE Mestalla     | Segona divisió  | ...-1953   |
| València CF     | Primera divisió | 1953-1964  |
| Reial Múrcia CF | Primera divisió | 1964-1965  |

## Palmarès

### Campionats estatals
- 1 Copa del Rei - València CF – 1954

### Campionats internacionals
- 2 Copes de Fires - València CF – 1962 i 1963